# Konstiga huset (film)
Konstiga huset är en amerikansk film från 2017 i regi av Gilles Paquet-Brenner, baserad på Agatha Christies roman med samma namn från 1949. I huvudrollerna sågs Max Irons, Terence Stamp, Glenn Close, Gillian Anderson och Stefanie Martini. Inspelningen påbörjades i september 2016 och filmen sändes i Storbritannien på Channel Five den 17 december 2017.

## Handling
Sophia Leonides, barnbarn till den avlidne grekiske affärsmagnaten Aristide Leonides, besöker privatdetektiven Charles Hayward. Hon ber Charles att undersöka Aristides död, eftersom hon misstänker att han har blivit mördad. Charles går motvilligt med på det eftersom han känner sig kluven på grund av en tidigare kärleksaffär med Sophia i Kairo. Charles ber kommissarie Taverner vid Scotland Yard om tillåtelse att undersöka fallet. Aristide hade varit den mobbande och manipulativa patriarken i den stora och egensinniga familjen Leonides som alla bodde tillsammans på familjens gods. Han hade dött av en hjärtinfarkt efter att hans vanliga insulininjektion – som han fått av sin fru Brenda – hade spetsats med eserin från hans ögondroppar. Brenda är Aristides andra fru, en före detta kasinodansös och mycket yngre än sin man.
Lady Edith de Haviland är syster till Aristides avlidna första fru, förtjust i att smyga runt på tomten och skjuta mullvadar i gräsmattan med ett hagelgevär. Hon föraktade sin svåger. Aristides äldste son Philip hatade sin far för att han förbigick honom som efterträdare till familjeföretaget och för att han vägrade att finansiera produktionen av ett manus som han skrev för sin fru Magda, en avdankad teaterskådespelerska. Deras barn (Aristides barnbarn) är Sophia, Eustace (en tonåring som drabbats av polio) och Josephine, en smart 12-åring som kan allas affärer. Den yngre sonen Roger är verkställande direktör för ett stort familjeföretag, men är ett misslyckande som har krävt flera räddningsaktioner. Hans dominanta hustru Clemency är växtbiolog med stor kunskap om gifter. Laurence Brown, en privatlärare, har haft en affär med Brenda. Han spioneras på av sin elev Josephine från hennes gömställe i trädkojan.
Charles intervjuar familjen och möts av fientlighet. Alla familjemedlemmar har motiv för mordet: alla ogillade Aristides översitteri och manipulativa sätt och förväntar sig nu ett stort testamente. De flesta misstänker Brenda, som den utomstående som hade administrerat den dödliga injektionen. Deras misstankar stärks när det visar sig att Aristides testamente inte var undertecknat, vilket resulterar i att Brenda ärver hela hans kvarlåtenskap. Josephine antyder att hon har hittat ledtrådar, men vill inte avslöja dem. Stegen till Josephines trädkoja saboteras och hon faller och slås medvetslös. Misstankarna riktas mot Sophia efter att ett annat, korrekt undertecknat, testamente upptäcks, vilket lämnar hela kvarlåtenskapen till henne. Taverner anländer för att ta över fallet. Han känner att Charles historia med Sophia komprometterar honom. Upptäckten av kärleksbrev mellan Brenda och Laurence ger Taverner tillräckligt med bevis för att arrestera dem för mordet på Aristide och mordförsöket på Josephine. Charles är dock inte övertygad. Josephine är arg över att hennes privata anteckningsbok har försvunnit. Hennes barnflicka förbereder varm choklad åt henne och dör efter att Josephine vägrar det och hon dricker det själv. Charles bönfaller Josephine att namnge mördaren. Återigen vägrar Josephine, även när Charles varnar henne för att hon är i fara. Edith diagnostiseras med en dödlig sjukdom och får veta att hon bara har månader kvar att leva.
Rättsläkaren konstaterar att barnflickan dött av cyanidförgiftning. Charles misstänker Edith, som använde cyanid för att döda mullvadar. Han söker igenom Ediths trädgårdsskjul och hittar en flaska cyanid samt Josephines försvunna anteckningsbok, begravd i bränd kalk. Edith tar med Josephine ut på landsbygden för en biltur. Hon lämnar en lapp där hon erkänner morden. Charles och Sophia jagar dem i en annan bil. När de kör läser Sophia ur Josephines anteckningsbok och upptäcker sanningen: att Josephine hade mördat Aristide för att han hade avbrutit hennes balettlektioner. Hon hade också iscensatt sitt fall från trädkojan, förgiftat barnflickan (som hade börjat misstänka henne) och förfalskat Brendas kärleksbrev. Edith hade insett att Josephine var mördaren och erkände falskeligen för att rentvå Brenda och Laurence, och för att skona Josephine från ett liv på psykiatriska institutioner. När Charles och Sophia kommer ikapp kör Edith från kanten av ett stenbrott och både hon och Josephine dödas.

## Rollista
- Glenn Close som Lady Edith de Haviland
- Terence Stamp som poliskommissarie Taverner
- Max Irons som Charles Hayward
- Stefanie Martini som Sophia Leonides
- Julian Sands som Philip Leonides
- Honor Kneafsey som Josephine Leonides
- Christian McKay som Roger Leonides
- Amanda Abbington som Clemency Leonides
- Gillian Anderson som Magda West
- Christina Hendricks som Brenda Leonides
- Preston Nyman som Eustace Leonides
- John Heffernan som Laurence Brown
- Jenny Galloway som Nanny
- Jacob Fortune-Lloyd som Brent
- David Kirkbride som konstapel Glover
- Tina Gray som Miss Ackroyd
- Roger Ashton-Griffiths som Mr Gaitskill
- Andreas Karras som Iannois Agrodopolous
- Gino Picciano som Aristide Leonides

## Produktion
År 2011 meddelade den amerikanske filmskaparen Neil La Bute att han skulle regissera en långfilmsversion av romanen 2012 med manus av Julian Fellowes. Den 15 maj 2011 tillkännagavs att Gemma Arterton, Matthew Goode, Gabriel Byrne och Dame Julie Andrews skulle spela huvudrollerna. I en rapport som publicerades den 10 juni 2012 förvärvade Sony Pictures Worldwide Acquisitions alla rättigheter i USA, Kanada och internationellt för filmen, vilket skulle kunna bidra till att säkra en lukrativ release, även om skådespelarna och det kreativa teamet hade bytts ut.
Inspelningen påbörjades i september 2016. En del av inspelningen gjordes på King's College Londons Maughan Library.
Minley Manor nära Fleet i Hampshire användes som inspelningsplats för de externa bilderna av Three Gables (Crooked House). Interiörerna spelades in på fyra olika platser, bland annat Hughenden Manor, West Wycombe Park och Tyntesfield, nära Bristol.
Scenograf var Simon Bowles.

### Musik
Filmens originalmusik är skriven av Hugo de Chaire.

## Trivia
- Romanen var en av Agatha Christies egna favoriter vid sidan av Prövad oskuld.[7]
- Ruth Ellis nämns i dialogen. 1955 dömdes hon för att ha mördat sin älskare David Blakely. Hon var den sista kvinnan som hängdes i Storbritannien.
- En av de två dobermann pinschers i biblioteket har kuperade öron. I England har det varit olagligt att kupera öronen på en hund i minst 100 år.[8]
- Namnet på Charles sekreterare är Miss Ackroyd. Det är en blinkning till ett annat av Agatha Christies mest kända och inflytelserika verk, "The Murder of Roger Ackroyd".
- Lady Edith säger till Charles: "Sophia tror att det finns en Borgia som bor under det här taket." Familjen Borgia var en mäktig familj under 1400- och 1500-talen som misstänktes för många brott, bland annat mord genom förgiftning. Max Irons (Charles Hayward) far Jeremy Irons spelade Rodrigo Borgia (påven Alexander VI) i TV-serien The Borgias (2011).
- I sitt första möte med Charles hänvisar Eustace till att det finns "en katt bland duvorna" i herrgården. Detta är en insiderreferens till ett annat Agatha Christie-verk, filmat för TV, Katt bland duvor (2008). Amanda Abbington (Clemency) spelade också en roll i den adaptionen.
- En bil som störtar ner i ett stenbrott kommer inte att explodera när den träffar botten. I motsats till vad många tror är flytande bränsle inte explosivt, det är inte ens brandfarligt. Det som exploderar är förångat bränsle - och då bara om det blandas med luft i ett exakt förhållande. En liten brand var bara möjlig, men det är den stora smällen som är dödlig.[8]